# Poecilia salvatoris
 Poecilia salvatoris  és un peix de la família dels pecílids i de l'ordre dels ciprinodontiformes.
És una espècie d'aigua dolça.
Es troba a Centreamèrica.